# جيف إروين (موسيقي أمريكي)
جيف إروين (بالإنجليزية: Jeff Irwin)‏ هو موسيقي وعازف قيثارة أمريكي، ولد في 3 أبريل 1973 في ساكرامنتو في الولايات المتحدة.